# Transaral

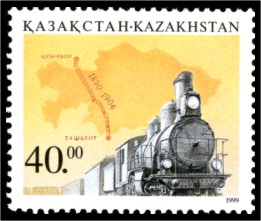
Timbre-poste du Kazakhstan de 1999.

Le Transaral, ou chemin de fer de Tachkent (en russe : Ташкентская железная дорога, Tachkentskaïa jeleznaïa doroga), est une ligne de chemin de fer qui relie Kinel, en Russie, à Tachkent, en Ouzbékistan. Construite à l'époque de l'Empire russe, elle fut la première à relier la Russie d'Europe à l'Asie centrale. 

## Historique
Le Transaral a été construit de 1888 à 1906 :
- 1888 — tronçon Ziadine — Oursatievskaïa ;
- 1889 — Oursatievskaïa — Andijan ;
- 1899 — Samarcande — Tachkent ;
- 1905 — Orenbourg — Kandagach — Koubek ;
- 1906 — Koubek — Djoussaly — Arys — Tachkent.

Le 1er janvier 1905, le tronçon Kinel - Orenburg de la ligne Samara-Zlatoust est joint au chemin de fer de Tachkent.
En 1913, le Transaral — c'est-à-dire « au-delà de la mer d'Aral » — était long de 2 234 km. Il exploitait 552 locomotives, 7 853 wagons de marchandises et 655 wagons de passagers.
En 1955, le Transaral s'étendait sur 2 419,6 km. C'est une des premières lignes d'Union soviétique à être équipée de locomotives Diesel, au milieu des années 1950, de type ТЭ3. C'était une ligne vitale à l'époque soviétique pour le transport du coton, du charbon, du pétrole, des minerais et des machines-outils, ainsi que de toutes sortes de marchandises et de produits industriels.
La ligne est restructurée en 1958 : le tronçon Kinel-Orenbourg-Iletsk est placé sous l'administration du chemin de der de l'Oural du Sud, tandis que le tronçon Iletsk-Kandagatch-Djoussaly-Arys est placé sous l'administration du chemin de fer kazakh (à partir de 1977 sous celle du chemin de fer du Kazakhstan occidental) ; le tronçon Arys-Tachkent est quant à lui placé sous l'administration du chemin de fer d'Asie centrale.
Après la dislocation de l'Union soviétique, en 1991, la ligne du chemin de fer du Kazakhstan occidental entre dans la nouvelle compagnie nationale kazakhe du nom de chemins de fer du Kazakhstan, et le chemin de fer d'Asie centrale est divisé en plusieurs sociétés : le chemin de fer d'Ouzbékistan, le chemin de fer du Turkménistan, le chemin de fer kirghize et le chemin de fer tadjik.